# B3リーグ 2025-26
B3リーグ 2025-26は、2025年9月26日 - 2026年5月18日まで開催予定のB3リーグの第10回目のシーズンである。

## 概要
- B3プレーオフ優勝の横浜エクセレンス、3位の岩手ビッグブルズがB2リーグに昇格[1][2]（準優勝のアースフレンズ東京Zは、2023年度の決算で債務超過が解消できない見込みのため、当該年度決算において債務超過を解消するのは困難と判断、B2クラブライセンスを取り消されたためB2昇格出来ず[3]）。
- 2026-27シーズンからのB.革新に伴い、B1リーグ、B2リーグ、B3リーグはB.LEAGUE PREMIER、B.LEAGUE ONE、B.LEAGUE NEXTに再編される予定。B3リーグは、2025-26シーズンをもって終了となる。そのため、B2への昇格・B2からの降格は行われない[4]。

## 参加チーム
2025-26シーズンのB3は15チームで行われる。
| 地区 | チーム名                               | 略称   | ホームタウン                     | ホームアリーナ                                                                       | 2025-26シーズン B2準加盟 | 2024-25所属 | ユニフォームサプライヤー | 備考 |
| ---- | -------------------------------------- | ------ | -------------------------------- | ------------------------------------------------------------------------------------ | ------------------------ | ----------- | ------------------------ | ---- |
| 関東 | さいたまブロンコス                     | 埼玉   | 埼玉県さいたま市・所沢市         | 浦和駒場体育館                                                                       | ○                        | B3          | BFIVE                    |      |
| 関東 | 東京ユナイテッドバスケットボールクラブ | 東京U  | 東京都江東区                     | 有明アリーナ                                                                         | ○                        | B3          | UNDER ARMOR              |      |
| 関東 | しながわシティバスケットボールクラブ   | 品川   | 東京都品川区                     |                                                                                      | -                        | B3          | LUXPERIOR                |      |
| 関東 | アースフレンズ東京Z                    | 東京Z  | 東京都大田区                     | 大田区総合体育館                                                                     | ○                        | B3          | MUNTER                   |      |
| 関東 | 立川ダイス                             | 立川   | 東京都立川市                     | アリーナ立川立飛                                                                     | ○                        | B3          | RIZAR                    |      |
| 関東 | 東京八王子ビートレインズ               | 八王子 | 東京都八王子市                   | エスフォルタアリーナ八王子                                                           | ○                        | B3          | agrina                   |      |
| 関東 | 湘南ユナイテッドBC                     | 湘南   | 神奈川県藤沢市・茅ヶ崎市・寒川町 | 秋葉台文化体育館、秩父宮記念体育館、茅ヶ崎市総合体育館、シンコースポーツ寒川アリーナ | -                        | B3          | UPSET                    |      |
| 北陸 | 新潟アルビレックスBB                   | 新潟   | 新潟県長岡市                     | シティホールプラザアオーレ長岡                                                       | ○                        | B3          | ヨネックス               |      |
| 北陸 | 金沢武士団                             | 金沢   | 石川県金沢市                     | 金沢市総合体育館                                                                     | -                        | B3          | オンザコート             |      |
| 東海 | 岐阜スゥープス                         | 岐阜   | 岐阜県岐阜市                     | OKBぎふ清流アリーナ                                                                  | ○                        | B3          | DalPonte                 |      |
| 東海 | ヴィアティン三重バスケットボール       | 三重   | 三重県四日市市、津市、桑名市     | 四日市市総合体育館、安濃中央総合公園内体育館、津市久居体育館                         | -                        | B3          | TRES                     |      |
| 中国 | トライフープ岡山                       | 岡山   | 岡山県岡山市・津山市             | ジップアリーナ岡山                                                                   | ○                        | B3          | EGOZARU                  |      |
| 中国 | 山口パッツファイブ                     | 山口   | 山口県宇部市                     | 宇部市俵田翁記念体育館                                                               | ○                        | B3          | BFIVE                    |      |
| 四国 | 徳島ガンバロウズ                       | 徳島   | 徳島県徳島市                     | とくぎんトモニアリーナ                                                               | ○                        | B3          | BFIVE                    |      |
| 四国 | 香川ファイブアローズ                   | 香川   | 香川県高松市                     | 高松市総合体育館                                                                     | ○                        | B3          | BFIVE                    |      |

- 「準加盟」
  - ○ - 承認済
  - －- 未承認、未申請、未加盟

## レギュレーション
2025年7月7日に発表された。

### レギュラーシーズン
- 2025-26シーズン：2025年9月26日（金）～2026年4月20日（月）
- 全15クラブによるリーグ戦（4回戦または2回戦）、1クラブ52試合　全390試合
  - クラブ毎の対戦数にバラつきあり （任意の12クラブとは4試合、2クラブとは2試合の対戦）

### プレーオフ
- 2026年4月24日（金）～5月18日（月）
- 準々決勝：2026年4月24日（金）～27日（月）、準決勝：2026年5月8日（金）～11日（月）、決勝：2026年5月15日（金）～18日（月）
  - レギュラーシーズン上位8クラブによるトーナメント戦（3戦2勝先勝方式）、最多21試合（最少14試合）
  - レギュラーシーズン上位クラブのホーム開催とする。
  - 3位決定戦は、昇格クラブを決定する必要がないため、開催なし。
    - B3リーグ レギュラーシーズン 2025-26の上位クラブを3位とする。